# NXN (album)
NXN (Niente x nessuno) è il quarto album in studio del beatmaker italiano Mr. Phil, pubblicato il 15 dicembre 2014 dalla Tal Productions.

## Descrizione
L'album è stato preceduto dal video dell'unico singolo presente nell'album, Niente x nessuno, con la partecipazione de Il Turco (Gente de Borgata), Marciano (Barracruda), Primo (Cor Veleno) e Danno (Colle der Fomento)  e da Mujihadeen con la partecipazione di Kimicon Twinz.
Il secondo video, Covo di vipere, è stato pubblicato contemporaneamente all'uscita del album stesso.

## Tracce
1. Niente x nessuno (feat. Il Turco, Marciano, Primo & Danno)
2. All I Need (feat. Termanology, Havoc, Big Noyd & DJ Double S)
3. Covo di vipere (feat. Francesco Paura & Il Turco)
4. Guerriglia urbana (feat. Rak & DJ Taglierino)
5. Presenze (feat. Blo/B, Il Turco & DJ Taglierino)
6. Cazzi tuoi (feat. Lucci, Prisma, Suarez & Rak)
7. W l'Italia (feat. Don Diegoh & Danno)
8. Cristalli (feat. Lord Bean)
9. Polvere (feat. Blo/B, Il Nibbio, EasyOne & DJ Snifta)
10. Mujihadeen (feat. Kimicon Twinz)
11. Hardcore che fa ciao (feat. 16 Barre, Mastino, DJ Bicchio & DJ Nero)
12. Zoo rap (feat. Vale Lambo, Dome Flame & Danny Mega)